# Chłopiec z latawcem (powieść)
Chłopiec z latawcem – pierwsza powieść Khaleda Hosseiniego wydana w 2003 roku przez Riverhead Books opowiada historię Amira, młodego chłopca z dzielnicy Wazir Akbar Chan w Kabulu, którego najbliższym przyjacielem jest Hassan. Opowieść rozgrywa się na tle burzliwych wydarzeń, zaczynając od upadku Królestwa Afganistanu przez radziecką interwencję, exodus uchodźców do Pakistanu i Stanów Zjednoczonych do powstania reżimu talibów.
Hosseini powiedział, że Chłopiec z latawcem to historia ojca i syna, podkreślił rodzinne aspekty narracji, element, który kontynuował w swoich późniejszych powieściach. W głównej części powieści pojawił się motyw wiary i odkupienia z kluczową sceną napaści na tle seksualnym na Hassana, któremu Amir nie potrafi zapobiec. Druga część powieści skupia się na próbach odpokutowania tego przez Amira, z wyjazdem do Kabulu dla ratowania syna Hassana dwie dekady później.
Chłopiec z latawcem stał się bestsellerem w USA już po wydaniu w miękkiej oprawie i został spopularyzowany przez kluby książki. Przez prawie dwa lata zajmował pierwsze miejsce na liście bestsellerów New York Timesa, a w Stanach Zjednoczonych sprzedano w tym czasie ponad siedem milionów egzemplarzy. Recenzje były ogólnie pozytywne, choć część fabuły wywołała znaczne kontrowersje w Afganistanie. Po wydaniu książki powstało wiele adaptacji, w tym film w 2007 roku o tej samej nazwie, kilka scenariuszy przedstawień scenicznych i powieść graficzną.

## Skład i publikacja

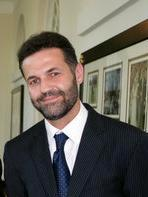
Khaled Hosseini, 2007

Khaled Hosseini zanim opublikował Chłopca z latawcem pracował przez kilka lat jako internista w Kaiser Hospital w Mountain View w Kalifornii. W 1999 roku Hosseini dowiedział się z prasy, że talibowie zakazali puszczania latawców w Afganistanie co było szczególnie okrutne. Wiadomość ta „uderzyła w niego osobiście”, bo mieszkając w Afganistanie, jako młody chłopiec tym się zajmował. Stało się to podstawą do napisania 25-stronicowego opowiadania o dwóch chłopcach, którzy puszczają latawce w Kabulu. Hosseini przesłał tekst do Esquire i The New Yorker, ale oba wydawnictwa je odrzuciły. W marcu 2001 roku odnalazł rękopis i zgodnie z sugestią przyjaciela zaczął go rozbudowywać. Jego wydawca, Cindy Spiegel, „pomogła mu przerobić ostatnią, trzecią część manuskryptu”, co często się zdarza u początkujących pisarzy.
Podobnie jak w następnych powieściach Hosseini w Chłopcu z latawcem skupia się na wielopokoleniowości i koncentruje się na relacjach między rodzicami a ich dziećmi. Chociaż tego nie planował, Hosseini zainteresował się tym ostatnim problemem dopiero podczas pisania. Ujawnił później, że często wymyślając fragmenty fabuły, pomagał sobie rysowaniem. Na przykład, nie potrafił opisać Amira i Hassana, dopóki ich „nie narysował”.
Podobnie jak Amir, główny bohater powieści, Hosseini urodził się w Afganistanie i opuścił kraj jako młody człowiek, a wrócił dopiero w 2003 roku. Często, gdy pytano go o wątki autobiograficzne w powieści odpowiadał, że „Kiedy mówię, że to ja, to ludzie wyglądają na niezadowolonych. Analogie są dość oczywiste, ale... nie dopowiedziałem wszystkiego, ponieważ chciałem doprowadzić kluby książki do szaleństwa”. Ponieważ opuścił kraj w czasie sowieckiej inwazji, odczuwał syndrom KZ: „kiedykolwiek czytałem o Afganistanie, moja reakcja była zawsze zabarwiona poczuciem winy. Wielu moim przyjaciołom z dzieciństwa było bardzo ciężko. Niektórzy z moich kuzynów zginęli. Jeden zginął w cysternie z paliwem, próbując uciec z Afganistanu [incydent, o którym Hosseini pisze w Chłopcu z latawcem]. Był jednym z dzieci, które dorastały puszczając latawce. Jego ojciec został zastrzelony”. Niezależnie od tego pisarz utrzymuje, że fabuła jest fikcją. Później, pisząc swoją drugą powieść, Tysiąc wspaniałych słońc Hosseini zauważył, że szczęśliwie głównymi bohaterkami są w niej kobiety co „powinno położyć kres autobiograficznym pytaniom raz na zawsze”.
Wydawnictwo Riverhead Books publikując Chłopca z latawcem, zamówiło początkowo 50 000 egzemplarzy w twardej oprawie. Powieść ukazała się 29 maja 2003 roku, a wydanie w miękkiej oprawie ukazało się rok później. Hosseini wziął roczny urlop, aby promować książkę, podpisywać egzemplarze, przemawiać na spotkaniach i zbierać fundusze na Afganistan. Chłopiec z latawcem pierwotnie wydany w języku angielskim został później przetłumaczony na 42 języki i opublikowany w 38 krajach. W 2013 roku Riverhead w 10. rocznicę publikacji wydało powieść w złotej oprawie, z przedmową Hosseiniego. W tym samym roku Khaled Hosseini opublikował kolejną książkę zatytułowaną I góry odpowiedziały echem.

## Fabuła

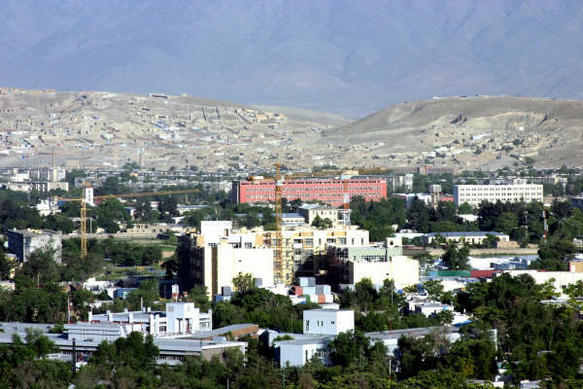
Dzielnica Wazir Akbar Khan w Kabulu, opisana w I części

Amir, zamożny chłopiec należący do Pasztunów i Hassan, Hazar, syn Alego, służącego ojca Amira, spędzają dni na zabawie i puszczaniu latawców w spokojnym Kabulu. Według Amira Hassan odnosi sukcesy podczas puszczania latawców, bo zawsze wie, gdzie wyląduje latawiec. Obaj chłopcy nie mają matki: matka Amira zmarła podczas porodu, podczas gdy matka Hassana, Sanaubar, po prostu odeszła. Ojciec Amira, zamożny kupiec, nazywany czule Babą, kocha obu chłopców. Kupuje Hassowi dokładnie to samo, co Amirowi, ku irytacji Amira. Opłaca nawet chirurgiczną operację rozszczepu wargi Hassana. Z drugiej strony, Baba często krytykuje Amira, uważając go za słabego i tchórzliwego, a nawet grozi mu karą, gdy ten skarży na Hassana. Amir znajduje w Rahim Chanie, najbliższym przyjacielu Baby, namiastkę ojca, który go rozumie i wspiera jego chęć pisania, podczas gdy Baba uważa, że jest to babskie zajęcie. W rzadkich chwilach, gdy Baba go nie odpycha, siedząc na jego kolanach, Amir zastanawia się, dlaczego jego ojciec pije alkohol, który jest zabroniony przez islam. Baba mówi mu, że mułłowie są hipokrytami, a jedynym prawdziwym grzechem jest kradzież, a wszystkie inne grzechy są formą kradzieży.
Assef, nastolatek o sadystycznych skłonnościach, drwi z Amira, gdy ten bawi się z Hazarem. Uważa ich za przedstawicieli gorszej rasy. Sam Assef jest tylko w połowie Pasztunem, ma niemiecką matkę, typową blondynkę o niebieskich oczach. Pewnego dnia chce zaatakować Amira mosiężnymi kastetami, ale Hassan go broni, grożąc Assefowi strzałem z procy w oko. Assef rezygnuje, postanawiając zemścić się pewnego dnia.
Pewnego dnia Amir wygrywa miejscowy turniej latawców i wreszcie zyskuje pochwałę Baby. Hassan biegnie po ostatni latawiec, mówiąc do Amira: „Dla ciebie tysiąc razy więcej”. Nie tylko znajduje latawiec, ale również spotyka w alejce Assefa. Gdy ten chce mu odebrać latawiec, odmawia, za co Assef bije go i gwałci. Amir jest świadkiem tego aktu, ale jest zbyt przerażony, by interweniować. Wie, że jeśli nie przyniesie latawca do domu, Baba nie będzie z niego dumny. Czuje się winny, ale zależy mu na uczuciach Baby, więc milczy o incydencie. Po wszystkim Amir trzyma się z dala od Hassana, bo czuje się winny. Hassan z tego powodu cierpi.
Amir zaczyna wierzyć, że życie byłoby łatwiejsze, gdyby Hassana nie było, więc wkłada nowy zegarek i garść afgańskich banknotów pod materac Hassana, licząc, że Baba każe mu odejść. Hassan przyznaje się do kradzieży podczas konfrontacji z Babą. Baba, który wierzy, że „nie ma nic bardziej nędznego niż kradzież”, wybacza mu. Ku żalowi Baby, Hassan i Ali i tak wyjeżdżają. Amirowi nic już nie przypomina o jego tchórzostwie i zdradzie.

### Część druga
Pięć lat później, w 1979 roku Związek Radziecki interweniuje w Afganistanie. Baba i Amir uciekają do Peszawaru w Pakistanie, a następnie do Fremont w Kalifornii. Baba rozpoczyna pracę na stacji benzynowej. Po ukończeniu szkoły średniej Amir studiuje na Uniwersytecie w San Jose, gdzie rozwija swój talent pisarski. W każdą niedzielę Baba i Amir dorabiają, sprzedając używane rzeczy na pchlim targu w San Jose. Tam Amir poznaje Soraję Taheri, która również jest uchodźcą. Baba ma zdiagnozowany śmiertelny nowotwór, dlatego prosi ojca Sorai o jej rękę. Młodzi pobierają się. Wkrótce potem Baba umiera. Amir i Soraja są szczęśliwi, ale dowiadują się, że nie mogą mieć dzieci.
Amir robi karierę jako powieściopisarz. Piętnaście lat po ślubie Amir odbiera telefon od najlepszego przyjaciela ojca (i jego) Rahima Chana. Chan – wiedząc, że umrze – prosi Amira, aby odwiedził go w Peszawarze. Enigmatycznie mówi do Amira: „Jest sposób, aby znowu być dobrym”.

### Część III
Od Rahima Chana Amir dowiaduje się, że Hassan i Ali nie żyją. Ali został zabity przez minę lądową. Hassan i jego żona zostali zabici po tym, jak Hassan nie pozwolił talibom na konfiskatę domu Baby i Amira w Kabulu. Rahim Chan zdradza mu, że Ali był bezpłodny i nie był biologicznym ojcem Hassana. Hassan był w rzeczywistości synem Baby i żony Alego, Sanaubar, a więc przyrodnim bratem Amira. Wreszcie Chan mówi Amirowi, że powodem, dla którego go wezwał jest prośba, aby zabrał z sierocińca w Kabulu syna Hassana, Sohraba.
Amir, szuka Sohraba w towarzystwie Farida, afgańskiego taksówkarza i weterana wojny z Sowietami. Dowiadują się, że urzędnik talibski, który często przychodzi do sierocińca, daje pieniądze i zwykle zabiera ze sobą dziewczynkę. Czasami wybiera chłopca, ostatnio Sohraba. Dyrektor domu dziecka mówi Amirowi, jak go znaleźć.
Amir spotyka przywódcę talibów, który okazuje się być Assef. To on zatrzymał Sohraba w swoim domu jako tancerza. Assef zgadza się go oddać, jeśli Amir pokona go w walce, po czym katuje Amira, łamiąc kilka kości. Sohrab strzela mosiężną kulką z procy w lewe oko Assefa i pomaga Amirowi uciec. Ten budzi się w szpitalu.
Amir mówi Sohrabowi o swoich planach zabrania go do Ameryki i ewentualnej adopcji. Jednak władze amerykańskie żądają dowodów, że Sohrab jest sierotą. Prawnik radzi oddać Sohraba do sierocińca i starać się o adopcję. Gdy Sohrab dowiaduje się, że będzie musiał wrócić do sierocińca, podejmuje próbę samobójczą. W końcu Amir zabiera go do Stanów Zjednoczonych. Po adopcji, Sohrab nie nawiązuje kontaktu z Amirem i Sorayą, dopóki Amir nie opowie mu o Hassanie i latawcach oraz nie pokaże niektórych sztuczek Hassana. W końcu Amirowi udaje się wywołać krzywy uśmiech na twarzy Sohraba. Szczęśliwy biegnie za latawcem mówiąc: „Dla ciebie tysiąc razy więcej”.

## Postacie
- Amir (Amir Qadiri nazwisko nie zostało podane w książce, ale w adaptacji filmowej z 2007 roku), który jest narratorem powieści. Khaled Hosseini przyznał, że jest on „niewiarygodnym tchórzem, który nie przyszedł z pomocą swojemu najlepszemu przyjacielowi”[15]. Urodzony w rodzinie Pasztunów w 1963 roku, jest półsierotą, bo matka zmarła podczas porodu. Jako dziecko lubi opowiadać historie, a Rahim Chan zachęca go do zostania pisarzem. Gdy ma 18 lat po sowieckiej inwazji wojskowej na Afganistan razem z ojcem ucieka do USA, gdzie realizuje swoje marzenie o byciu pisarzem.
- Hassan jest najbliższym przyjacielem Amira z dzieciństwa. Według opisu ma okrągłą twarz jak u chińskiej lalki, zielone oczy i rozszczepioną wargę. Hosseini uważa, że jest „uroczym facetem, kibicujemy mu i kochamy go, ale nie jest on skomplikowany”[16]. Czytelnik ostatecznie odkrywa, że Hassan jest w rzeczywistości synem Baby i Sanaubar, chociaż Hassan o tym nigdy się nie dowie. Co więcej, zgodnie z prawem plemiennym Hassan byłby Pasztunem, a nie Hazarem ponieważ jest synem Baby. Hassan zostaje później zabity przez talibów za odmowę oddania własności Amira.
- Assef jest synem Pasztuna, ale jego matka jest Niemką. Pomimo że jest tylko w połowie Pasztunem, wierzy, że są oni lepsi od Hazarów. Podziwia Hitlera i nazizm. Amir opisuje go jako „socjopatę”. Gwałci Hassana, by zemścić się na Amirze. Gdy dorośnie, dołącza do talibów i wykorzystuje seksualnie Sohraba, syna Hassana, i inne dzieci z domu dziecka.
- Baba jest ojcem Amira i bogatym biznesmenem, który pomaga innym, m.in. budując nowy sierociniec. Jest biologicznym ojcem Hassana, ale fakt ten ukrywa przed obojgiem swoich dzieci, i wydaje się, że woli go od Amira. Baba nie popiera ekstremistycznych poglądów religijnych duchownych w szkole Amira. Po ucieczce do Ameryki pracuje na stacji benzynowej. Umiera na raka w 1987 roku, wkrótce po ślubie Amira i Sorai.
- Ali jest sługą Baby, Hazarem uważanym za ojca Hassana. Został adoptowany jako dziecko przez ojca Baby po tym, jak jego rodzice zginęli w wypadku samochodowym zabici przez pijanego kierowcę. Przed wydarzeniami powieści Ali zachorował na polio, dlatego ma niewładną prawą nogę. Ginie od wybuchu miny pod Bamijanem.
- Rahim Chan jest lojalnym przyjacielem i partnerem biznesowym Baby, a także mentorem Amira. Rahim przekonuje Amira, aby przyjechał do Pakistanu, gdzie informuje go, że Hassan był jego przyrodnim bratem, i prosi go o uratowanie osieroconego jego syna Sohraba.
- Soraja to młoda Afganką, którą Amir poznaje w Stanach Zjednoczonych i żeni się z nią. Hosseini pierwotnie w scenariuszu na jej miejscu umieścił Amerykankę, ale później zgodził się zmienić na afgańską imigrantkę, gdy jego redaktor uznał, że ta postać nie pasuje do tej historii[17]. Spowodowało to znaczne zmiany w III części[18]. Soraja mieszka z rodzicami i chce zostać nauczycielką angielskiego. Jej ojciec jest afgańskim generałem. Przed spotkaniem z Amirem uciekła z afgańskim chłopakiem do Wirginii, co zgodnie z afgańską tradycją sprawiło, że nie jest odpowiednią kandydatką na żonę. Amir podziwia ją za odwagę w przyznawaniu się do popełnionych błędów.
- Sohrab jest synem Hassana. Po śmierci rodziców trafia do sierocińca, gdzie spotyka Assefa. Ten płaci za dzieci, które wykorzystuje seksualnie. Amir ratuje go i adoptuje. Po wyjeździe do Stanów Zjednoczonych Sohrab powoli dostosowuje się do nowego życia. Sohrab bardzo przypomina swego ojca Hassana z okresu młodości.
- Sanaubar jest żoną Alego i matką Hassana. Krótko po narodzinach Hassana ucieka z domu i dołącza do grupy podróżujących tancerzy. Wraca do syna, gdy ten jest dorosły. Aby zrekompensować swoje zaniedbanie, staje się ukochaną babcią Sohraba, który nazywa ją Sasa.
- Farid jest taksówkarzem, początkowo jest nieufny w stosunku do Amira, ale później zaprzyjaźnia się z nim. Dwoje z siedmiu dzieci Farida zostało zabitych przez minę lądową, a on sam stracił trzy palce lewej ręki i część palców u nóg. Po nocy spędzonej w domu brata Farida Amir ukrywa pod materacem paczkę pieniędzy, aby im pomóc.
- Generał Eghbal Taheri
- Dżamila Taheri

## Tematyka
Khaled Hosseini w Chłopcu z latawcem porusza wiele problemów, ale recenzenci skupili się na poczuciu winy i odkupieniu. Amirowi z powodu tchórzostwa nie udaje się uratować Hassana, a potem cierpi z powodu przygniatającej go winy. Nawet po opuszczeniu kraju, przeprowadzce do Ameryki, małżeństwie i zostaniu odnoszącym sukcesy pisarzem, nie może zapomnieć o tamtym incydencie. Po śmierci Hassana z rąk talibów, Amir może odkupić winę, ratując jego syna, Sohraba. Hosseini szuka podobieństw podczas poszukiwań Sohraba, aby stworzyć wrażenie sprawiedliwości. Na przykład Amir po pobiciu ma rozciętą wargę, podobnie jak Hassan zajęczą. Jednak niektórzy krytycy dalej zastanawiali się, czy bohater w pełni odkupił winę.
Powodem zdrady Hassana przez Amira jest zakorzeniona w nim niepewność w relacjach z ojcem. Relacje między rodzicami a ich dziećmi są wyraźnie widoczne w powieści, o czym powiedział Hosseini w wywiadzie: Zarówno ['' Chłopiec z latawcem”, jak i '' Tysiąc Słońc ''] są o relacjach pomiędzy rodzicami i dziećmi, z ukazaniem wszystkich zawiłości i sprzeczności, co widać. (...) W pewnym sensie te dwie powieści się uzupełniają: „Chłopiec z latawcem” to historia ojca i syna, a „Tysiąc Słońc” to historia matki i córki.
Adaptując Chłopca z latawcem na potrzeby teatru, dyrektor Eric Rose stwierdził, że zainteresował go „temat zdrady najlepszego przyjaciela z miłości do ojca”, co porównał do literatury szekspirowskiej. W całej tej historii Amir pragnie uczucia ojca, ten go kocha, ale faworyzuje Hassana, posuwając się nawet do zapłaty za operację plastyczną w celu naprawy rozszczepu wargi.

## Odbiór krytyczny

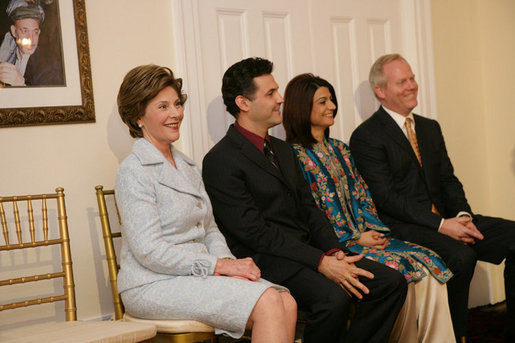
Pierwsza dama Laura Bush z Khaledem Hosseinim (drugi od lewej); Bush chwaliła „Chłopca z latawcem ” jako „naprawdę świetnego”.

W ciągu pierwszych dwóch lat po publikacji sprzedano ponad 70 000 egzemplarzy Chłopca z latawcem w twardej oprawie oraz 1 250 000 w miękkiej. Mimo że książka sprzedawała się dobrze w twardej oprawie, „popularność Chłopca z latawcem tak naprawdę zaczęła wzrastać po 2004 roku, kiedy ukazała się edycja w miękkiej oprawie, kiedy kluby książki zaczęły o niej dyskutować”. Powieść pojawiła się na listach bestsellerów we wrześniu 2004 roku i była numerem jeden wśród bestsellerów New York Timesa w marcu 2005 roku, utrzymując swoje miejsce na liście przez dwa lata. Po opublikowaniu trzeciej powieści Hosseiniego w 2013 roku w Stanach Zjednoczonych sprzedano ponad siedem milionów egzemplarzy. W 2004 roku powieść otrzymała południowoafrykańską nagrodę Boeke. Znalazła się też na liście 60 tytułów zgłoszonych do nagrody Penguin.
Książka została dobrze przyjęta przez krytyków, choć była kontrowersyjna. Erika Milvy z Salon chwaliła ją jako „pięknie napisaną, zaskakującą i chwytającą za serce”. Tony Sims z Wired Magazine napisał, że książka „ukazuje piękno i agonię udręczonego narodu, ponieważ opowiada historię nieprawdopodobnej przyjaźni między dwoma chłopcami z dwóch różnych grup etnicznych i trudnej, ale trwałej relacji między ojcem a synem” Amelia Hill z The Guardian uważa, że „Chłopiec z latawcem to wstrząsająca pierwsza powieść Khaleda Hosseiniego”, która „jest jednocześnie niszczycielska i inspirująca”. Korzystna recenzja została wydrukowana również w Publishers Weekly”. Dyrektor marketingu Melissa Mytinger zauważyła: „To po prostu doskonała historia. Opowiada o świecie, którego nie znamy, świecie, o którym mało wiemy. Dobrze napisana, opublikowana w „odpowiednim czasie” przez autora, który jest jednocześnie czarujący i rozważny w swoich osobistych przeżyciach umieszczonych w książce”. Indyjsko-amerykański aktor Aasif Mandvi uznał, że „to niesamowita opowieść... o człowieczeństwie, o odkupieniu, a to jest potężny temat”. Laura Bush uznała tę powieść za „naprawdę świetną”. Said Tayeb Jawad, ambasador Afganistanu w Stanach Zjednoczonych, publicznie polecił Chłopca z latawcem, mówiąc, że książka ta pomoże amerykańskiej opinii publicznej lepiej zrozumieć afgańskie społeczeństwo i kulturę.
Edward Hower z The New York Times przeanalizował obraz Afganistanu przed i po objęciu władzy przez talibów:
"Przedrewolucyjny Afganistan Hosseiniego jest ukazany ciepło i z humorem, ale są również pokazane tarcia pomiędzy różnymi grupami etnicznymi. Ojciec Amira, czyli Baba, uosabia wszystko, co lekkomyślne, odważne i aroganckie w dominującym plemieniu Pasztunów.(..) Sposób opisu zmienia się kiedy Hosseini pisze o kraju po przewrocie Talibów, kiedy Amir wraca do domu, mając nadzieję pomóc Hassanowi i jego rodzinie. Ostatnia trzecia część książki jest pełna natarczywych obrazów: człowieka, który desperacko pragnie nakarmić swoje dzieci, próbując sprzedać swoją protezę; para ukamienowana na stadionie w przerwie meczu piłkarskiego za cudzołóstwo; młody chłopak zmuszony do prostytucji, tańczący z dzwoneczkami jak małpka”.
Powieść skrytykowała Meghan O'Rouke, redaktorka Slate Magazine, która stwierdziła, że Chłopiec z latawcem jest przeciętny, bo Hoseini zbyt stara się, aby jego powieść była przystępna dla amerykańskiego czytelnika. Sarah Smith z The Guardian uważała, że początek powieści jest niezły, ale potem jest coraz słabsza. Czytając, czuła, że Hosseini był zbyt skupiony na całkowitym odkupieniu winy bohatera w części III, dlatego stworzył zbyt wiele nierealistycznych zbiegów okoliczności, które umożliwiły to Amirowi.

### Kontrowersje
Chłopiec z latawcem został oskarżony o „utrudnianie” zrozumienia talibów przez Zachód, bo pokazuje ich jako uosobienie zła, co stawia ich w niekorzystnym świetle. Jako przykład podawano: pedofilię Assefa, nazizm, nadużywanie narkotyków, sadyzm oraz fakt, że jest on katem. Amerykańskie Stowarzyszenie Bibliotek poinformowało, że „Chłopiec z latawcem był jedną z książek, wobec której w 2008 roku podjęto wiele prób usunięcia z bibliotek ze względu na „obraźliwy język, treści seksualne i skierowanie do niewłaściwej grupy wiekowej”. Czytelnicy afgańsko-amerykańscy byli szczególnie wrogo nastawieni do przedstawiania Pasztunów jako ciemięzców i Hazarów jako uciskanych. Hosseini powiedział w wywiadzie: „Nigdy nie powiedzieli, że mówię o rzeczach nieprawdziwych. Skarżą się: „Dlaczego musisz mówić o tych rzeczach i nas zawstydzasz? Czy nie kochasz swojego kraju?”.
Film wywołał więcej kontrowersji z powodu 30-sekundowej sceny gwałtu, z groźbami skierowanymi przeciwko aktorom-dzieciom, które pochodziły z Afganistanu. Zekeria Ebrahimi, 12-letni aktor, który zagrał Amira, musiał opuścić szkołę po tym, jak hazarscy koledzy z klasy zagrozili, że go zabiją, a Paramount Pictures musiał przenieść trójkę dzieci do Zjednoczonych Emiratów Arabskich. Afgańskie Ministerstwo Kultury zakazało dystrybucji filmu w kinach lub sklepach z DVD, argumentując, że scena gwałtu może wywołać zamieszki na tle rasowym w Afganistanie.

## Polskie premiery
Książka w Polsce ukazała się po raz pierwszy w 2004 roku w Wydawnictwie Amber w tłumaczeniu Jana Rybickiego. Po raz drugi w tłumaczeniu Marii Olejniczak-Skarsgard wydało książkę Wydawnictwo Albatros w 2015 roku.
Film miał swoją premierę w Polsce 29 lutego 2008 roku.

## Adaptacje

### Film

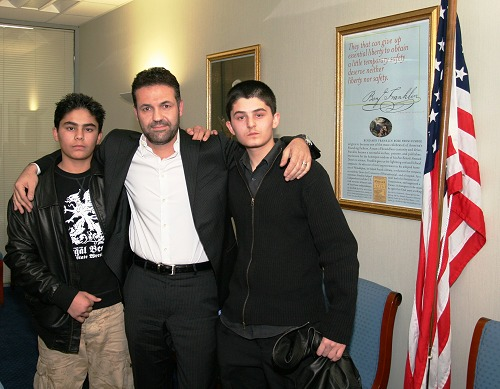
Khaled Hosseini z aktorami Chłopca z latawcem, Bahramem i Elhamem Ehsas

Cztery lata po jego publikacji Chłopiec z latawcem został sfilmowany z udziałem Khalida Abdalla (jako Amir), Homayoun Ershadi (jako Baba) i Ahmad Khan Mahmoodzada (jako Hassan). Premiera początkowo była planowana na listopad 2007 roku, ale została przesunięta o sześć tygodni, aby ewakuować afgańskie gwiazdy z kraju po tym, jak grożono im śmiercią. Reżyserem filmu został Marc Forster, a scenariusz Davida Benioffa zdobył wiele nagród i był nominowany do Oscara, nagrody filmowej BAFTA i nagrody Critics Choice w 2008 roku. Podczas gdy recenzje były na ogół pozytywne, a Entertainment Weekly uznała produkt końcowy za „całkiem niezły” obraz napięć etnicznych, kontrowersyjna scena gwałtu wywołała oburzenie w Afganistanie. Hangama Anwari, komisarz ds. Praw dziecka w Niezależnej Komisji Praw Człowieka w Afganistanie, skomentował: „Nie powinni bawić się życiem i bezpieczeństwem ludzi. Hazarowie uznają to za zniewagę”.
Hosseini był zaskoczony rozmiarem kontrowersji spowodowanych przez scenę gwałtu i stwierdził, że nie wybrano by afgańskich aktorów, gdyby studio wiedziało, że ich życie będzie zagrożone. Uważał, że scena jest niezbędna do „utrzymania integralności” opowieści, ponieważ fizyczny atak sam w sobie nie wpłynąłby tak bardzo na publiczność.

### Inne
W 2007 roku w USA dramatopisarz Matthew Spangler przygotował adaptację sceniczną książki. W 2013 roku spektakl został pokazany również w Europie
W 2011 roku Piemme, włoski wydawca powieści Hosseiniego, zaproponował przerobienie Chłopca z latawcem na powieść graficzną. Ten, będąc „fanem komiksów od dzieciństwa”, zgodził się na to, wierząc, że Chłopiec z latawcem będzie się do tego nadawał. Autorem rysunków był Fabio Celoni, który regularnie informował Hosseiniego o postępach, aż do momentu wydania we wrześniu tego samego roku. Ten ostatni był zadowolony z produktu końcowego i powiedział: „Wierzę, że twórczość Fabio Celoniego ożywi nie tylko góry, bazary, Kabul i latawce, ale także zmagania, konflikty i emocje oraz wzloty i upadki Amira”.